# 与座岳分屯基地
座標: 北緯26度7分30秒 東経127度42分23秒 / 北緯26.12500度 東経127.70639度

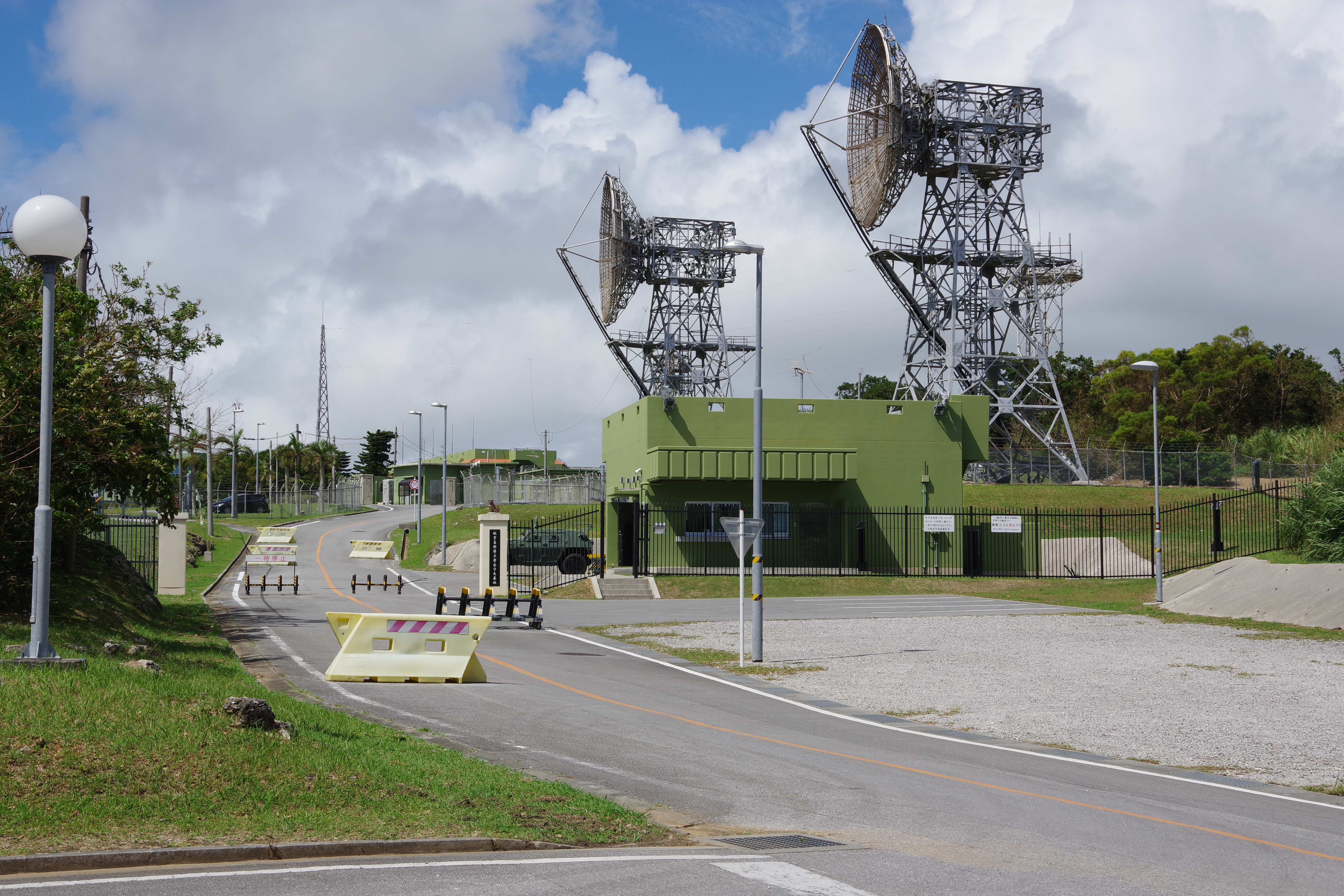
与座岳分屯基地

与座岳分屯基地（よざだけぶんとんきち、JASDF Yozadake Sub Base）とは、沖縄県糸満市与座1780に所在し、第56警戒隊が配置されている航空自衛隊那覇基地の分屯基地である。
分屯基地司令は、第56警戒隊長が兼務。

## 所在部隊

### 南西航空方面隊隷下部隊
- （南西航空警戒管制団）
  - 第56警戒隊

## 沿革
- 1972年（昭和47年）
  - 5月15日：沖縄返還
  - 10月1日：与座岳分遣隊を編成・派遣[1]
- 1973年（昭和48年）3月30日：アメリカ軍第623航空警戒管制中隊第3分遣隊(623rd Aircraft Control & Warning Squadron Det3)よりレーダ機材移管、与座岳分遣隊を改編し第56警戒群を新編[1]
- 1986年（昭和61年）11月：J/FPS-2運用開始[1]。
- 2012年（平成24年）2月：J/FPS-2を更新、J/FPS-5警戒管制レーダーの運用開始。
- 2021年（令和03年）7月1日 - 第56警戒群を第56警戒隊[2]に改編。